# Senobasis clavigera
Senobasis clavigera là một loài ruồi trong họ Asilidae. Senobasis clavigera được Rondani miêu tả năm 1850.